# Valle di Krnica
La valle di Krnica (in sloveno Krnica) è una valle delle Alpi Giulie situata nella regione dell'Alta Carniola all'interno del parco nazionale del Tricorno nel comune di Kranjska Gora.

## Descrizione
La valle situata ai piedi della catena del monte Tricorno è lunga circa 6km, si trova interamente nel parco nazionale del Tricorno. Inizia presso il lago di Jasna e segue il ruscello Pišnica fino ad arrivare al Monte Razor. L'inizio della valle coincide con la strada che porta al passo della Moistrocca.

## Rifugio Krnica
Lungo la valle troviamo il rifugio Krnica ad un'altezza di circa 1113 m circondato dai monti Škrlatica, Monte Razor e Prisojnik. È un punto di partenza per molti sentieri escursionistici. Il rifugio fu edificato nel 1933 e ristrutturato nel 1987. Aperto tutti i mesi dell'anno dispone di 40 posti a sedere come ristorante e di 34 posti letto.

## Galleria d'immagini

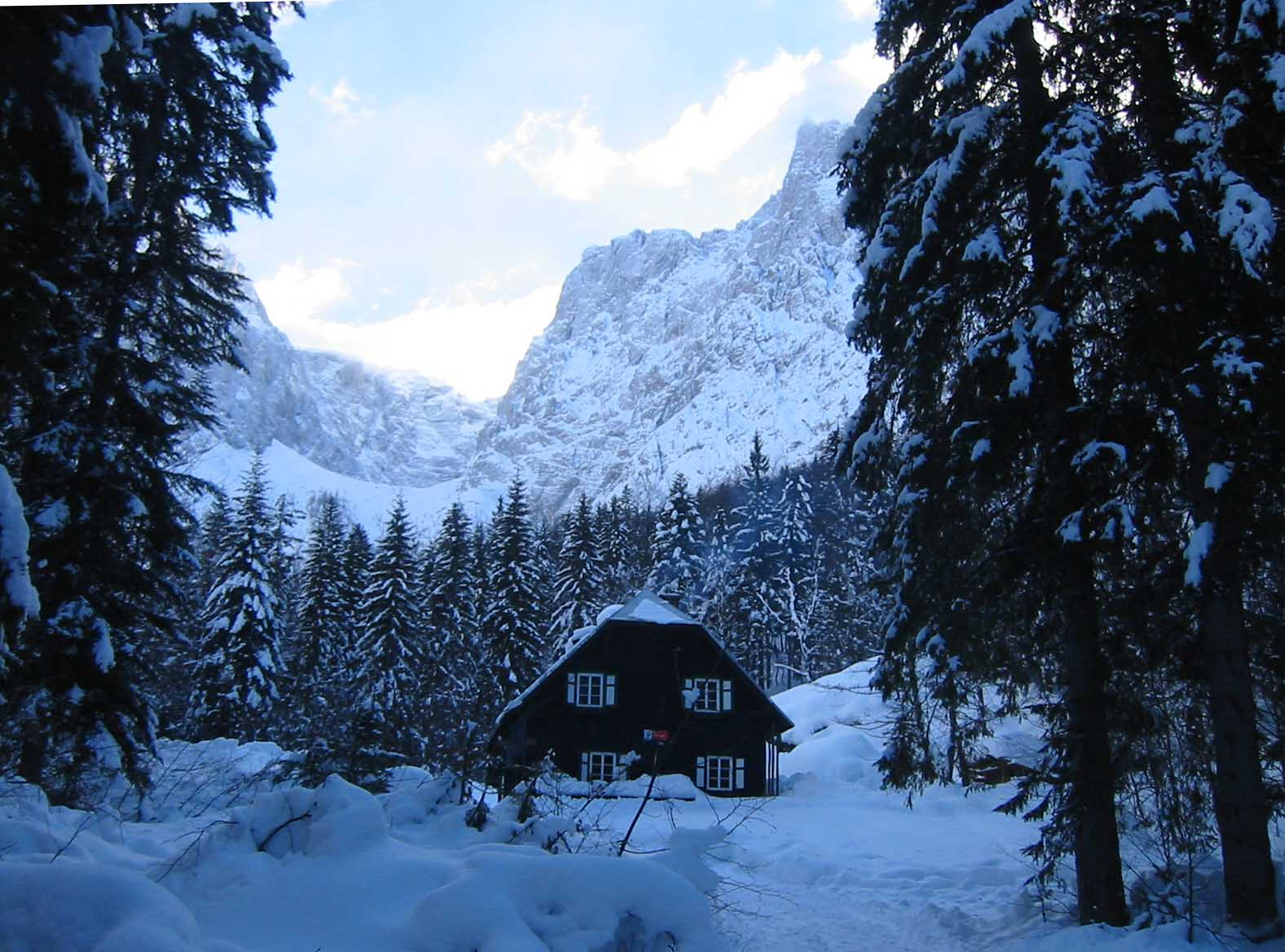
Il rifugio Krnica durante il periodo invernale
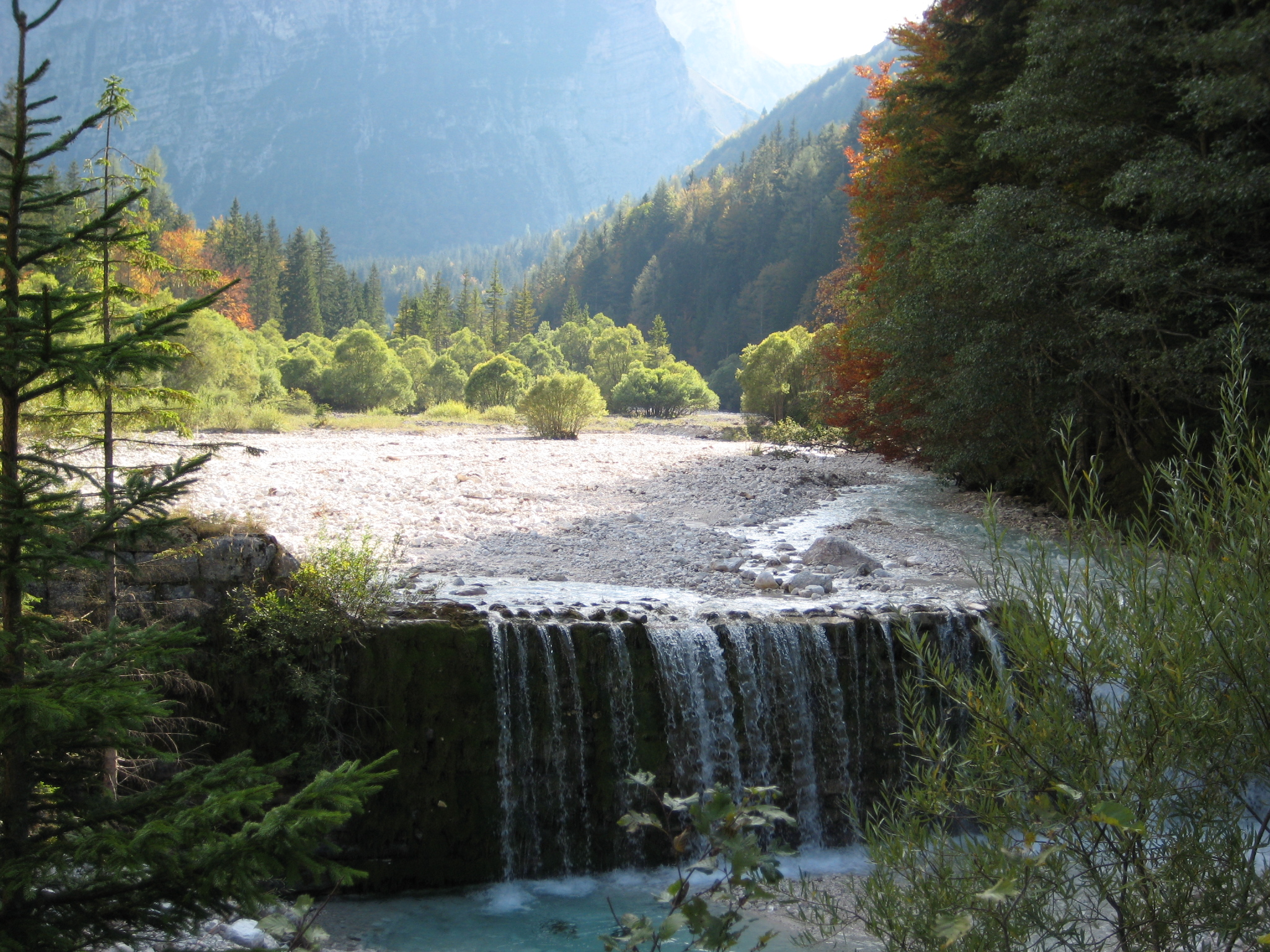
Il ruscello Pišnica